# Le Jardin des plaisirs (film, 1924)
Pour les articles homonymes, voir Le Jardin des plaisirs.
Pour plus de détails, voir Fiche technique et Distribution.
Le Jardin des plaisirs (The Garden of Weeds) est un film muet américain  réalisé par James Cruze, sorti en 1924.

## Fiche technique
- Titre original : The Garden of Weeds
- Titre français : Le Jardin des plaisirs
- Réalisation : James Cruze
- Scénario : Anthony Coldeway et Walter Woods d'après la pièce de Leon Gordon et Doris Marquette
- Pays d'origine : États-Unis
- Format : Noir et blanc - 1,33:1 - Film muet
- Genre : drame
- Durée : 60 minutes
- Date de sortie : 
  - États-Unis : 2 novembre 1924

## Distribution
- Betty Compson : Dorothy Delbridge
- Rockliffe Fellowes : Phillip Flagg
- Warner Baxter : Douglas Crawford
- Charles Ogle : Henry Poulson
- William Austin : Archie
- Lilyan Tashman : Hazel
- Al St. John : Nat Barlow